# البعبع (فلم 2023)
البعبع هو فيلم رعب خارق للطبيعة أمريكي لعام 2023 من إخراج روب سافاج وسيناريو سكوت بيك وبريان وودز ومارك هيمان وقصة سينمائية لبيك آند وودز. وهو مبني على القصة القصيرة التي صدرت عام 1973 والتي تحمل نفس الاسم للكاتب ستيفن كينج. الفيلم من بطولة صوفي تاتشر، وكريس ميسينا، وفيفيان ليرا بلير، وديفيد داستمالشيان.
أُعلن عن استخدام قصة كينغ القصيرة لأول مرة في يونيو 2018 حيث قام بيك وودز بكتابة السيناريو، إلا أنه أُلغيَ المشروع في عام 2019 نتيجة استحواذ ديزني على فوكس. وعلى الرغم من ذلك، تم إحياء المشروع في نوفمبر عام 2021، إذْ قام سافاج بتوجيه المشروع. وقعت تاتشر وميسينا وداستمالشيان وبقية الممثلين مع أوائل عام 2022، وبدأ التصوير الرئيسي في فبراير 2022 في نيو أورلينز. كان من المقرر في الأصل إصداره على خدمة البث المباشر هولو ، واختارت ديزني في النهاية إصدارًا مسرحيًا أولاً بعد عروض الاختبار الإيجابية.
تم إصدار البعبع بالولايات المتحدة في 2 يونيو 2023 بواسطة اتوينتيث سينشوري ستوديوز. تلقى الفيلم آراء متباينة من النقاد وحقق 82 مليون دولار في جميع أنحاء العالم.

## ممثلون
- سوفي تاتشر في دور سادي هاربر
- كريس ميسينا في دور ويل هاربر
- فيفيان ليرا بلير في دور سوير هاربر
- ديفيد داستمالشيان في دور ليستر بيلينغز
- مارين أيرلندا في دور ريتا بيلينغز
- ماديسون هو في دور بيثاني
- ليزا جاي هاميلتون في دور دكتور ويلر